# Římskokatolická farnost Hvězdlice
Římskokatolická farnost Hvězdlice je územní společenství římských katolíků s farním kostelem svatého Jakuba Většího a Matouše v obci Hvězdlice ve slavkovském děkanství. Do farnosti patří městys Hvězdlice.

## Historie farnosti
První zmínka o obci pochází z roku 1374. Současný farní kostel byl postaven v letech 1770–1773.

## Duchovní správci
V letech 1900-1907 ve farnosti působil ještě jako kaplan P. František Dohnal (1876-1956) pozdější arcibiskupský rada, básník, literární kritik a esejista. Od 1. srpna 2011 je administrátorem excurrendo P. ICLic. Mgr. Miroslav Slavíček z Brankovic. Farnost je součástí farního týmu Milonice.
Ve farnosti mezi lety 1922 a 1932 působil Jakub Pavelka. Mezi roky 1946 a 1970 pak ve farnosti působil Arnold Schneider.

## Bohoslužby
| Kostel                           | Místo           | Bohoslužba (den) | Hodina                         | Poznámka        |
| -------------------------------- | --------------- | ---------------- | ------------------------------ | --------------- |
| svatého Jakuba Většího a Matouše | Hvězdlice       | neděle úterý     | 8.00 18.00 (zima)/19.00 (léto) | Farní kostel    |
| Všech svatých                    | Staré Hvězdlice |                  |                                | filiální kostel |

## Aktivity ve farnosti
Dnem vzájemných modliteb farností za bohoslovce a bohoslovců za farnosti brněnské diecéze je 21. květen. Adorační den připadá na 3. srpna. 
Ve farnosti se pravidelně pořádá tříkrálová sbírka. V roce 2014 se při ní vybralo 12 656 korun, o rok později 14 511 korun. V roce 2016 se při sbírce vybralo 15 000 korun. 
Pro farnosti Brankovice, Hvězdlice a Chvalkovice u Bučovic vycházejí několikrát ročně Farní informace (FAIN).